# Miconia monzoniensis
Miconia monzoniensis är en tvåhjärtbladig växtart som beskrevs av Célestin Alfred Cogniaux. Miconia monzoniensis ingår i släktet Miconia och familjen Melastomataceae.
Artens utbredningsområde är Peru. Utöver nominatformen finns också underarten M. m. cuzcoensis.